# Ельхесгайм-Іллінген
Ельхесгайм-Іллінген (нім. Elchesheim-Illingen) — громада в Німеччині, знаходиться в землі Баден-Вюртемберг. Підпорядковується адміністративному округу Карлсруе. Входить до складу району Раштат.
Площа — 10,14 км2. Населення становить 3289 ос. (станом на 31 грудня 2020).